# 麥卡爾 (肯塔基州)
麥卡爾（英語：McCarr）是位於美國肯塔基州派克縣的一個人口普查指定地區。

## 人口
根據2020年美國人口普查的數據，麥卡爾的面積為0.63平方千米，當中陸地面積為0.63平方千米，而水域面積為0.00平方千米。當地共有人口158人，而人口密度為每平方千米250.79人。